# Roca Lladre
Roca Lladre är en bergstopp i Spanien.   Den ligger i provinsen Província de Girona och regionen Katalonien, i den östra delen av landet, 500 km öster om huvudstaden Madrid. Toppen på Roca Lladre är 907 meter över havet, eller 62 meter över den omgivande terrängen. Bredden vid basen är 0,33 km. Roca Lladre ingår i Serra de les Medes.
Terrängen runt Roca Lladre är huvudsakligen kuperad.Runt Roca Lladre är det ganska glesbefolkat, med 42 invånare per kvadratkilometer. Närmaste större samhälle är Olot, 5,0 km norr om Roca Lladre. I omgivningarna runt Roca Lladre växer i huvudsak blandskog.